# Públio Suílio Rufo
Públio Suílio Rufo (em latim: Publius Suillius Rufus) foi um senador romano nomeado cônsul sufecto para o nundínio de novembro-dezembro de 41 com Quinto Ostório Escápula. Famoso por suas perseguições políticas durante o reinado do imperador Cláudio e por ter se casado com a enteada do poeta Ovídio. Era filho de Vistília, que teve sete filhos com seis maridos diferentes, e por isso é meio-irmão de muitos personagens famosos da época, incluindo Cneu Domício Córbulo, cônsul em 39, e da imperatriz Milônia Cesônia, a quarta e última esposa de Calígula.

## Carreira
Seu primeiro cargo conhecido foi questor de Germânico. Para que Germânico pudesse ter um questor alocado em sua corte, ele precisava deter o poder de imperium, o que ele só conseguiria como cônsul — Germânico foi cônsul em 12 e 18 — ou se o recebesse explicitamente do Senado — ele foi procônsul em 14. Ronald Syme defende que o ano do questorado de Rufo foi 15 e afirma que ele foi pretor quatro anos depois.
Em 24, Rufo foi processado e condenado por aceitar suborno em troca de decisões judiciais favoráveis. Embora a primeira pena proposta tenha sido o exílio fora da Itália, ele acabou banido para uma ilha. Depois da morte de Tibério (37), Rufo retornou a Roma. Durante o reinado de Cláudio, Rufo processou diversas pessoas em nome do imperador. Alguns dos alvos foram clientes de Caio Sílio. Numa tentativa de derrubar Suílio, Sílio exigiu que o Senado aplicasse a Lex Cincia, que proibia que advogados fossem recompensados com as posses do acusado depois de ganharem uma causa. No fim, o imperador interveio e permitiu que Rufo coletasse um máximo de dez mil sestércios como pagamento por ter vencido o processo. Outro alvo foi Júlia Lívia, filha de Druso e neta de Tibério, que irritou a imperatriz Messalina. Rufo a acusou de conduta imoral e conseguiu que ela fosse executada em 43. Tácito fornece uma lista completa de suas vítimas: os consulares Décimo Valério Asiático, Quinto Fúcio Lúsio Saturnino e Cornélio Lupo; e "tropas de equestres romanos".
Finalmente, o próprio Rufo acabou provando do seu veneno. Durante o reinado de Nero, Sêneca o processou. Segundo Tácito, Suílio foi condenado "com a perda de metade de suas posses, seu filho e sua neta recebendo permissão de receber a outra metade, e o que eles herdaram da mãe ou da avó deles isentados do confisco, Suílio foi banido para as ilhas Baleares [...] Rumores indicam que ele suportou o exílio solitário levando uma vida de abundância e amenidades".

## Família
Suílio se casou com a enteada de Ovídio. Por causa do escândalo da queda de Messalina, o filho deles, Suílio Cesonino, foi exilado. O outro filho, Marco Suílio Nerulino, foi cônsul em 50.